# Rani Hamid
Rani Hamid est une joueuse d'échecs bangladaise née le 14 juillet 1944 à Sylhet.
Au 1er mai 2020, elle est la cinquième joueuse bangladaise.

## Biographie et carrière
Rani Hamid commença à jouer aux échecs à l'âge de 34 ans (en 1978). Elle remporta le championnat féminin d'échecs du Bangladesh à dix-neuf reprises de 1979 à 2018 et trois fois le championnat de Grande-Bretagne d'échecs féminin (en 1983, 1985 et 1989).
Elle reçut le titre de maître international féminin en 1985.
Elle représenta le Bangladesh lors de 18 olympiades consécutives de 1984 à 2018 : 
- trois olympiades mixtes (en 1984, 1988 et 1992)[3] ;
- 15 olympiades féminines (en 1986, 1990 et de 1994 à 2018)[4],[5],[6].